# Secteur d'amorçage
Le secteur d'amorçage ou secteur de démarrage (en anglais : boot sector) est une zone sur un dispositif de stockage — par exemple un disque dur, une disquette ou un SSD — contenant du code destiné à être lancé par le firmware d'un ordinateur. La taille et l'emplacement de cette zone dépendent de la plate-forme informatique et du dispositif. Ce secteur est de taille trop réduite pour contenir un programme autonome. Son rôle est limité au chargement d'un programme de taille plus importante, typiquement le système d'exploitation (de manière directe ou via un chargeur d'amorçage).

## Disque durs et disquettes
Sur un ordinateur compatible PC, sur les périphériques de type disque dur ou disquette, le secteur de démarrage peut être de deux types :
- Un master boot record (MBR) est le premier secteur d'un dispositif de stockage de données partitionné.
- Un volume boot record (VBR) est le premier secteur d'un dispositif de stockage de données qui n'est pas partitionné, ou le premier secteur d'une partition sur un disque partitionné.

Au démarrage, le BIOS recherche un périphérique contenant un secteur de démarrage valide, selon un ordre qui peut être configuré. Un secteur de démarrage est considéré comme valide si ses deux derniers octets contiennent la signature 0x55, 0xAA. Le BIOS copie ce secteur à l'adresse 0x0000:0x7C00 et y transfère le flot d'exécution.

## Secteur d'amorçage d'un CD-ROM (ou d'un DVD)
Voir Format El Torito
Pour un CD-ROM amorçable, le secteur d'amorçage est le dix-septième (chaque secteur d'un CD-ROM fait 2048 octets).
Le dix-septième secteur contient :
- le Boot Record Volume, qui pointe sur le boot catalog via le champ brv_addr
- Le boot catalog. Il contient au moins deux enregistrements
  - l'enregistrement de validation (validation entry)
  - le choix par défaut (Default Entry)

Dans le cas d'un CD-ROM qui émule une disquette, ce secteur d'amorçage est semblable à celui d'une disquette.

## Virus du secteur d'amorçage
Le code du secteur de démarrage étant exécuté automatiquement, le secteur d'amorçage  était un vecteur d'attaque couramment utilisé par les virus informatiques. Pour s'en prémunir, le BIOS permet souvent d'empêcher l'écriture du secteur d'amorçage sur les disques durs internes.